# Brossura

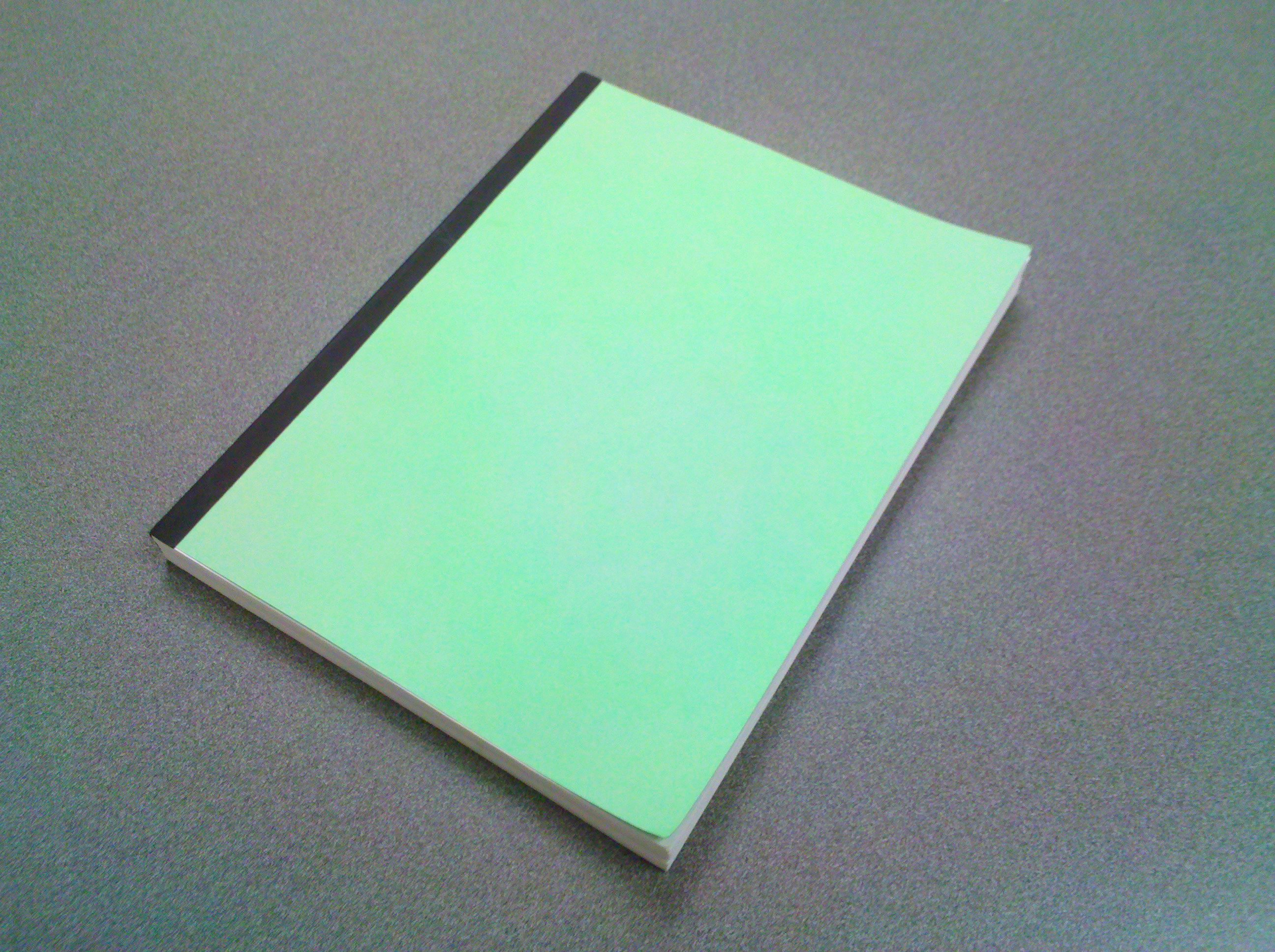
Una risma brossurata con una copertina verde

In editoria e legatoria, la brossura è un genere di legatura per libri e opuscoli, che consiste in una semplice copertina di carta o cartoncino, fissata al dorso dei fascicoli o segnature (ottavi, dodicesimi, sedicesimi, ventiquattresimi, trentaduesimi, a seconda di quante pagine contengono), rifilando poi sui tre lati.
Detta anche legatura alla rustica, la parola "brossura" deriva dal verbo francese brocher ("legare" o "tessere"). Tale radice è comune al termine brochure, usato anche in italiano col significato di opuscolo, che prevede l'uso di colla per fissare la copertina alle pagine.

## Storia
L'inizio del XIX secolo ha visto numerosi miglioramenti nei processi di stampa, pubblicazione e distribuzione di libri, con l'introduzione di macchine da stampa a vapore, fabbriche di pasta di legno, impostazione automatica dei caratteri e una rete di ferrovie. Queste innovazioni hanno permesso ad artisti del calibro di Simms e McIntyre di Belfast, Routledge & Sons (fondata nel 1836) e Ward & Lock (fondata nel 1854) di produrre in serie edizioni gialle o tascabili uniformi a buon mercato di opere esistenti, e distribuirli e venderli in tutte le isole britanniche, principalmente tramite l'onnipresente WH Smith & Sons, edicola che si trova nella maggior parte delle stazioni ferroviarie urbane britanniche. Questi volumi cartacei venivano offerti in vendita ad una frazione del costo storico di un libro, ed erano di formato più piccolo, 110 mm × 178 mm (4+3/8 pollici × 7 pollici), rivolto al viaggiatore ferroviario. La serie di tascabili della Routledge's Railway Library rimase in stampa fino al 1898 e offrì al pubblico viaggiante 1.277 titoli unici.
Il mercato di lingua tedesca supportava anche esempi di libri rilegati in carta a buon mercato: Bernhard Tauchnitz iniziò la Collezione di autori britannici e americani nel 1841. Queste edizioni economiche e rilegate in carta, un diretto precursore dei tascabili per il mercato di massa, finirono per superare 5.000 volumi. Reclam pubblicò Shakespeare in questo formato dall'ottobre 1857 e fu pioniere della serie Universal-Bibliothek rilegata in carta per il mercato di massa dal 10 novembre 1867.

### XX secolo
L'editore tedesco Albatross Books ha rivisto il formato tascabile del mercato di massa del 20º secolo nel 1931, ma l'arrivo della seconda guerra mondiale ha interrotto l'esperimento. Si è rivelato un successo finanziario immediato nel Regno Unito nel 1935, quando Penguin Books ha adottato molte delle innovazioni di Albatross, tra cui un vistoso logo e copertine codificate a colori per diversi generi. L'editore britannico Allen Lane ha investito il proprio capitale finanziario per lanciare il marchio Penguin Books nel 1935, avviando la rivoluzione dei tascabili nel mercato dei libri in lingua inglese pubblicando dieci titoli di ristampa. Il libro uscito nella lista di Penguin 1935 fu André Maurois' Ariel.
Nel 1939 Robert de Graaf emise una linea simile negli Stati Uniti, collaborando con Simon & Schuster per creare l'etichetta Pocket Books. Il termine "libro tascabile" divenne sinonimo di tascabile nel Nord America di lingua inglese. In francese si usava il termine livre de poche. De Graaf, come Lane, ha negoziato i diritti del tascabile da altri editori e ha prodotto molte tirature. Le sue pratiche contrastavano con quelle di Lane per l'adozione di copertine illustrate destinate al mercato nordamericano. Per raggiungere un mercato ancora più ampio di quello di Lane, ha utilizzato reti di distribuzione di giornali e riviste, che avevano una lunga storia di essere rivolte (in formato e distribuzione) a un pubblico di massa.
La seconda guerra mondiale ha portato sia la nuova tecnologia che un vasto pubblico di uomini e donne; i tascabili erano economici, facilmente reperibili e facilmente trasportabili. Inoltre, le persone hanno scoperto che le restrizioni sui viaggi hanno dato loro il tempo di leggere più libri tascabili. La stampa a quattro colori e la laminazione sviluppate per le mappe militari hanno reso la copertina del tascabile accattivante e hanno impedito all'inchiostro di scorrere mentre le persone maneggiavano il libro. I soldati ricevettero milioni di libri tascabili della Armed Services Editions.
Attraverso la circolazione del tascabile nelle edicole e nelle librerie, la conoscenza scientifica e intellettuale è stata in grado di raggiungere le masse. Ciò avvenne nello stesso momento in cui le masse iniziarono a frequentare l'università, portando alle rivolte studentesche del 1968 e favorendo l'accesso aperto alla conoscenza. Il libro tascabile significava che più persone potevano accedere apertamente e facilmente alla conoscenza e questo ha portato le persone a desiderarne sempre di più. Questa accessibilità rappresentava una minaccia per i ricchi imponendo che sarebbe stata capovolta, poiché le masse erano ora in grado di accedere a quasi tutte le conoscenze a cui i ricchi avevano accesso in precedenza. Trattare il tascabile come qualsiasi altro libro ha drasticamente indebolito la distinzione tra cultura alta e bassa. La rivoluzione del tascabile ha sostanzialmente rotto questa relazione ridefinendola attraverso l'accesso alla conoscenza.

## Tipologie

### Formato B
Il termine formato B indica un tascabile di medie dimensioni di 129 mm × 198 mm (in pollici 5⅛ x 7¾). Questa dimensione è stata utilizzata per distinguere i romanzi letterari dalla narrativa di genere. Negli Stati Uniti, i libri di queste dimensioni sono considerati tascabili commerciali più piccoli.

### Tascabile commerciale
Un libro tascabile commerciale, a volte indicato come "edizione cartacea commerciale" o semplicemente "trade" ("commercio"), è un libro tascabile di qualità superiore. Se si tratta di un'edizione con copertina morbida di una precedente edizione con copertina rigida e se pubblicata dalla stessa casa editrice della copertina rigida, le pagine di testo sono normalmente identiche alle pagine di testo nell'edizione con copertina rigida e il libro ha le stesse dimensioni dell'edizione con copertina rigida. L'impaginazione è la stessa così che i riferimenti al testo rimarranno invariati: questo è particolarmente importante per revisori e studiosi. L'unica differenza è la rilegatura morbida; la carta è solitamente di qualità superiore a quella di un tascabile del mercato di massa, ad esempio la carta priva di acidi. Negli Stati Uniti, il termine tascabile commerciale comprende anche i tascabili di medie dimensioni descritte nel formato B. I tascabili commerciali britannici sono 135 mm × 216 mm (5+3/ 8 pollici × 8+1/ 2 pollici). I tascabili commerciali sono spesso usati per ristampare diversi numeri di una serie di fumetti in un volume, di solito una trama importante o l'intera serie stessa, e il nome "brossura commerciale" è diventato sinonimo di una raccolta di materiale ristampato. I romanzi a fumetti possono anche essere stampati in formato tascabile commerciale. Gli editori a volte pubblicano raccolte popolari prima in formato cartonato, seguite da un tascabile commerciale mesi dopo. Alcuni esempi sono Guerra segreta della Marvel Comics e Watchmen della DC Comics.

## Generalità
La legatura in brossura può essere di quattro tipi: 
- fresata (prima dell'incollatura le segnature vengono tagliate con una fresa anche dal lato della piega);
- a filo refe (le segnature vengono cucite tra di loro alla piega con un filo di cotone, lino, canapa o sintetico e poi incollate al dorso);
- a punto metallico (l'unico fascicolo è tenuto insieme alla copertina con una o due graffette lungo la piega; si usa invece ormai di rado se i fascicoli sono più di uno, nel qual caso le graffette sono pinzate perpendicolarmente rientrando nel margine, come nei block-notes).
- a spirale e ad anelli (le spirali possono essere in metallo o di plastica).

Il primo tipo è di fattura più rapida ed economica, evitando costi e tempi della cucitura; il secondo resiste molto di più all'apertura ripetuta del libro, specialmente se voluminoso; il terzo è assai diffuso per opuscoli e cataloghi di poche decine di pagine; il quarto viene utilizzato soprattutto per schede, brochure, cataloghi e altri prodotti destinati all’archiviazione.
Nei libri in brossura cucita, l'apertura delle pagine era di solito lasciata al lettore col tagliacarte fino agli anni sessanta del XX secolo, mentre oggi le segnature vengono rifilate direttamente dalla tipografia. La brossura cucita (negli opuscoli persino con filo di seta o cordoncino colorati) è adatta anche per legature di lusso, di libri su carta vergata e filigranata, a bordi intonsi, di alta grammatura e qualità e con copertina incamiciata o dotata di sovraccoperta.
Una risma, o parte di una risma di fogli o cartelle stampate con una stampante o fotocopiate, può essere brossurata per comodità di lettura e scaffalatura: ai fogli sciolti è aggiunta una copertina superiore e una inferiore di carta spessa colorata e come dorso viene incollata ripiegandola a U una striscia di tela o plastica.